# Das Blut des Adlers
Das Blut des Adlers ist eine Indianer-Roman-Pentalogie von Liselotte Welskopf-Henrich.

## Hintergrund
Die Bücher sind die Fortsetzung der Trilogie bzw. Hexalogie Die Söhne der Großen Bärin und beschreiben das Leben der Nachkommen des Häuptlings Tokei-ihto und seiner Stammesgenossen im Reservat. Sie spielen laut Thomas Kramer in einer „tristen indianischen Gegenwart“ der 1960er und 1970er Jahre, rund 100 Jahre nach der Handlungszeit von Die Söhne der Großen Bärin.
Die Romane entstanden in den Jahren 1966 bis 1979, nachdem Liselotte Welskopf-Henrich zwischen 1963 und 1974 mehrfach Kanada und die Vereinigten Staaten besuchte. Auf ihren Reisen lernte sie im kanadischen Wood Mountain den Lakota John Okute Sica kennen, auf dem die Figur des Harry Okute aus Wood Hill im Roman Nacht über der Prärie basiert. Der letzte Roman der Pentalogie, Das helle Gesicht, basiert teilweise auf Sicas Erzählung Ite-ska-wi, die dieser Welskopf-Henrich mitgab.
Laut Erik Lorenz’ Interpretation spielen die Romane hauptsächlich in der Pine Ridge Reservation, wenn auch deren Name nie genannt wird. Die von Queenie King besuchte Kunstschule in Santa Fe ist authentisch, die Autorin hat diese Schule selbst besichtigt. Mit der Figur Queenie King hat sie vermutlich eine ihr persönlich bekannte indianische Künstlerin aus Oklahoma porträtiert.
Bei der namentlich nicht genannten indianischen Bruderschaft, der Joe King im dritten Band beitritt, handelt es sich vermutlich um den American Indian Movement (AIM). Mehrere bekannte AIM-Mitglieder werden von der Autorin in den Bänden porträtiert. So trägt der in den Bänden 4 und 5 auftretenden Hugh Mahan Züge des bekannten Indianerführers Russell Means. Der als Nebenfigur im Band 5 auftretende indianische Bürgerrechtler Pedro Bissonette hat tatsächlich gelebt, gehört zu den Opfern des genannten Bürgerkrieges.
Am 27. Februar 1973 besetzen 300 Mitglieder des AIM die Ortschaft Wounded Knee. Sie protestierten gegen die Zustände in der Reservation und wegen der Lage der Indianer. Dieser Ort wurde als Symbol gewählt, da hier im Jahr 1890 durch die US-Kavallerie ungefähr 200 Indianer getötet wurden. Die Besetzung dauerte bis zum 9. Mai 1973. Die Regierung sicherte Gespräche über die Situation im Lande zu. Danach kam es zu einer Art Bürgerkrieg in der Pine Ridge Reservation. Dieser von der Autorin im Band 5 geschilderte Bürgerkrieg in der Pine Ridge Reservation zwischen AIM-Mitgliedern und einer vom Stammeshäuptling geführten und dem FBI unterstützten kriminellen Bande ist authentisch. Mit der Figur des Killerchiefs, Gegenspieler von Hanska Bighorn und Hugh Mahan, ist Dick Wilson gemeint. Bei einer Gesamtbevölkerung von 8000 Einwohnern wurden damals 250 Morde begangen. Nur in sehr wenigen Fällen wurde von der Polizei überhaupt ermittelt.

### Namen
Die Lakota tragen einen bürgerlichen Namen und dazu ihren Stammesnamen, der meist zusätzlich genannt wird. Lakotanamen haben eine spezielle Bedeutung, die sich meist auf Begebenheiten und Erlebnisse im Leben ihrer Träger bezieht. Diese Namen können im Laufe des Lebens wechseln, ein Lakotamann nahm früher als Erwachsener den Namen an, der sich ihm im Zuge des Initiationsrituals offenbart hat. Joe King heißt auf Lakota Inya-he-Yukan, was auf Deutsch so viel wie „Stein hat Hörner“ bedeutet. Dieser Name bezieht sich auf eine Muschel, die sein Vorfahr Harry Inya-he-Yukan Okute während der Indianerkriege erhielt und die dessen Totem wurde. Joe Kings Mutter, eine Verwandte Okutes, gab ihrem Sohn diesen Namen, nachdem er als Kind Schläge seines betrunkenen Großvaters überlebte. Okute lernte er erst später kennen.
Mit den Namensformen geht Welskopf-Henrich sehr unterschiedlich um. Die indianischen Namen der Protagonisten werden häufiger verwendet und erläutert, die der Antagonisten kaum oder nur in ihrer anglisierten Form (Jimmy „White Horse“) erwähnt. Die indianischen Namen kleiner Kinder werden kaum benutzt, und Wakyia-knaskias Schwester Rotadlermädchen wird nicht mit ihrem englischen Vornamen genannt. Nach dem Tod des Rotadlersmädchens gibt Queenie King ihrer Tochter den Namen des verstorbenen Kindes. Ihr Zwillingsbruder Harry erhält den englischen Vornamen des Urahns Inya he-Yukan.
- Joe King (Inya-he-Yukan, „Stein hat Hörner“)
- Queenie King (Tashina)
- Harry King (Kte Ohitaka, „Das tapfere Herz“)
- Mary King (Wable-luta-win, „Rotadlermädchen“)
- Harry Okute (Inya-he-yukan, „Stein hat Hörner“, als junger Mann auch Tokei-ihto)
- Harold Booth
- Mary Booth
- Byron Bighorn (Wakiya-knaskiya, „Geheimnisdonner“)
- Hanska Bighorn
- Joan Bighorn (Wable-luta-win, „Rotadlermädchen“)
- Sidney Bighorn
- Patricia Bighorn (Tishunka-wasit-win, „Schönes Pferd-Mädchen“)
- Jimmy White Horse
- Hugh Mahan (Wasescha)
- Mara Okute (Ite-ska-wih, „Das helle Gesicht“)
- Ray Okute

## Inhalt

### Nacht über der Prärie
Im ersten Band Nacht über der Prärie, der etwa im Jahre 1965 spielt, kehrt Joe King (Inya-he-yukan) wieder in die Reservation seines Stammes zurück. Er wird von der weißen Verwaltung, aber noch mehr von vielen seiner Stammesgenossen sehr abweisend behandelt, denn er gilt als Unruhestifter, als aufsässig, gewaltbereit und ungebildet, aber auch als gefährlich und gut bewaffnet. Er blieb mehrfach in der Schule sitzen, was unter anderem daran lag, dass er das US-Flaggengelöbnis (absichtlich) nie korrekt aufsagte und für ihn General Custer ein Verbrecher und Sitting Bull ein Held war und nicht umgekehrt, wie ihm dies die weißen Lehrer versuchten einzutrichtern. Joe King ist einer Rauferei nicht abgeneigt, gewinnt er doch praktisch immer, auch gegen ältere Schüler wie Harold Booth. Er wurde als Kind aufgrund einer Intrige seines Mitschülers Harold Booth fälschlich des Diebstahls bezichtigt und ins Gefängnis geworfen; dort rekrutierte ihn ein Gangsterboss für seine Bande und er verließ nach seiner Haftentlassung die Reservation, um sich der Gang anzuschließen. Der Gangsterboss erkannte Kings Talente und ließ ihn zu seinem Leibwächter ausbilden und seine Kampfkünste weiter verbessern. Als Inya-he-Yukan tief genug in die Welt der Gangs hineingesehen hatte, versucht er sich von ihnen zu trennen. Dafür bestraft ihn der Gangsterboss, indem er ihn erneut für eine Tat verurteilen ließ, die er nicht begangen hat. Im Gefängnis findet er einen indianischen Geheimnismann, der ihn in indianischen Weisheiten, Bräuchen, aber auch in indianischer Körperbeherrschung schult. Inya-he-Yukan hat den Gangs nun endgültig abgeschworen, kehrt auf die Reservation zurück und sein Vater nimmt ihn wieder auf der Ranch auf. Er heiratet seine Jugendfreundin Queenie (Tashina), die inzwischen eine begabte Malerin ist und auf der Kunstschule studiert. Als ehemaliger Gangster erhält Joe keine Unterstützung von Verwaltung und Stammesrat. Sein alkoholabhängiger Vater wird bei einer Schlägerei zwischen Betrunkenen versehentlich erschossen. Joe muss sich mehrmals bewaffnet gegen ehemalige Kumpane zur Wehr setzen, die ihn als Verräter töten wollen.
Nach dem Tod der meisten Gangster wird er verhaftet; die Bundespolizei will von ihm Informationen über die zerschlagenen Gangs. Da er die Zusammenarbeit mit den Behörden verweigert, setzen ihn die Beamten gewaltsam unter Drogen, kommen so aber auch nicht ans Ziel. Um ihn bei seinem Selbstentzug nicht allein zu lassen, setzt Queenie ihr Kunststudium für ein Jahr aus. Joe wird Sieger in einem Rodeo und kann einen wertvollen Rodeohengst anzahlen, den außer ihm niemand zu reiten vermag. Sein alter Feind Harold Booth neidet ihm den Erfolg und stiehlt zusammen mit zwei Kumpanen das Pferd. Joe verfolgt und stellt die Pferdediebe, dabei erschießt er zwei von ihnen in Notwehr; Booth erschießt Joes Pferd, dieser stürzt tief in eine Schlucht und Booth kann mit dem gestohlenen Pferd entkommen. Joe rafft sich auf und geht in die Stadt New City, welche außerhalb der Reservation liegt. Hier will er Nachforschungen anstellen, gerät dabei aber in eine Kneipenschlägerei zwischen Stammesangehörigen und einem aufgeputschten weißen Mob. Da er nur auf Bewährung draußen ist, muss er nun seine Gefängnisstrafe absitzen und wieder ins Gefängnis. Die Polizisten zollen ihm aber erstmals Respekt, nimmt er doch alles auf sich, auch die Tätlichkeiten anderer und verzichtet zudem darauf, gegen die Polizisten auszusagen, welche mit mehr als unangemessener Härte gegen ihn und die anderen vorgingen.
Wieder aus dem Gefängnis entlassen gelingt es ihm die Spur seines gestohlenen Pferdes aufzunehmen. Dabei helfen ihm auch Weiße aus New City, welche sich als wahre Freunde zeigen.
Joes Urahn Harry Okute (Inya-he-yukan Der Alte oder auch Tokei-ihto) bringt das gestohlene Pferd aus Kanada zurück, wohin Harold Booth es über Mittelsmänner verkauft hatte. Joe ist zwar glücklich über die Rückkehr seines Pferdes, kann aber den Finderlohn und die Transportkosten schwerlich aufbringen. Als Okute jedoch anbietet, ihm das Pferd einfach so zu überlassen, wenn er bei ihm ein paar Monate wohnen darf, bricht Joe förmlich zusammen. Okute, der als Krieger große Schmerzen und Verluste klaglos überstehen musste, weiß um Joes Zustand und beginnt, den Geschundenen im von ihm mitgebrachten alten Tipi zu pflegen. Er genießt einige Monate Joes Gastfreundschaft, da der inzwischen über hundert Jahre alte Okute in seiner Heimat sterben will, aus der fliehen musste, als er in Joes Alter war (Die Söhne der großen Bärin Band 6, Über den Missouri), um in Kanada ein freies Leben führen zu können.
Joe gelingt es, den alten Prozess wieder aufnehmen zu lassen, in dem er als Schüler wegen Diebstahl verurteilt wurde. Der Prozess wird auch zum Prozess gegen den alten Gerichtspräsidenten. Dieser begreift sein ursprüngliches Fehlurteil, mit dem er Joe King zum Verbrecher stempelte und ihn so den Gangs in die Arme trieb. Booths Lügen werden entlarvt, Joe wegen erwiesener Unschuld freigesprochen und Harold droht nun ein Prozess wegen Meineides und auch wegen des Pferdediebstahls. Betrunken versucht er Queenie, die er immer begehrte, aber nie gewinnen konnte, zu vergewaltigen. Diese erschießt ihn in Notwehr. Booths Eltern, welche ihren Sohn schon vorher verstoßen hatten, verlassen die Reservation und übergeben die Ranch an ihre Tochter Mary, die Joe heimlich liebt, an Harolds Intrigen nicht beteiligt war und jetzt mit der King-Ranch zusammenarbeitet.
Joe findet in einer Höhle in den Pa Sapa (Black Hills) zwei vermisste Touristen, für deren Auffindung eine hohe Belohnung ausgesetzt ist. Von der Belohnung baut er auf seiner Ranch einen Brunnen und kauft eine kleine Büffelherde. Die Ankunft der Büffel in der Reservation wird zum Volksfest und Joe als Held gefeiert.

### Licht über weißen Felsen
Der zweite Band Licht über weißen Felsen beginnt mit einer längeren Rückblende. Verschiedene Geschehnisse, die im ersten Band aus der Perspektive Joes und Queenies geschildert wurden, werden aus der Sicht von Byron Bighorn (Wakiya-knaskiya) nochmals geschildert. Wakiya ist ein hochbegabtes Kind. Er leidet an schwerer Epilepsie und kann deshalb bisher nur unregelmäßig am Schulunterricht teilnehmen. Er ist Halbwaise und lebt mit seiner Mutter und zwei Geschwistern in einer abgelegenen Hütte. Joe nimmt ihn auf seiner Ranch auf, damit er die 4. Klasse nicht wiederholen muss. Wakiya erlebt dort, wie Harry Okute im Alter von 112 Jahren stirbt und seinem Wunsch gemäß am Fuße der weißen Felsen begraben wird, zwischen denen irgendwo das Grab von Tashunka-witko liegt. Als seine Mutter sich dem Trunk ergibt, zuerst im Gefängnis und dann in einer psychiatrischen Klinik landet, werden Wakiya, sein jüngerer Bruder Hanska und ihre kleine Schwester Rotadlermädchen von den Kings als Pflegekinder angenommen. Queenie King setzt ihr Kunststudium fort.
Joe King wird unterdessen von Stammesrat unter Druck gesetzt. Dieser will einem reichen weißen Rancher billig einen Teil des Stammeslandes verpachten, um dann die Pachtgelder unter den Stammesangehörigen aufzuteilen. Joe King und Mary Booth wollen dagegen auf dem Land eine Schulranch aufbauen, um arbeitslosen Jugendlichen eine Ausbildung und eine Zukunft zu geben. Die Fronten verhärten sich, und Joe King wird vor dem Stammesgericht wegen Totschlags an den beiden Pferdedieben angeklagt und verurteilt. Treibende Kraft der Anklage ist die weiße Gastwirtin Esmeralda. Sie hasst Joe, weil beide früher verfeindeten Gangs angehörten und einer der toten Pferdediebe ihr Vater war. Außerdem hat sie ein Verhältnis mit dem Rancher, der das King-Land pachten will. Sidney Bighorn, ein entfernter Verwandter Wakiyas, ist Ankläger am Stammesgericht und wird Esmeraldas Werkzeug, um Joe King hinter Gitter zu bringen.
Wakiya gelingt es jedoch, durch neue Beweise eine Wiederaufnahme des Prozesses und einen Freispruch für Joe zu erreichen. Esmeralda wird des Rauschgifthandels überführt und als unerwünschte Ausländerin aus den USA ausgewiesen. Sidney Bighorn muss sein Amt an Stammesgericht niederlegen und hasst die Familie King jetzt tödlich. Für Wakiya ist das bitter, denn er hat sich in seine Mitschülerin Patricia verliebt, die Sidneys jüngere Schwester ist. Rotadlermädchen stirbt während eines Hurrikans an Herzversagen. Queenie King hat ihr Kunststudium abgeschlossen und ist wieder auf die Reservation zurückgekehrt. Mit ihren Zwillingen Harry und Mary sowie mit Wakiya und Hanska leben nun vier Kinder auf der King-Ranch.

### Stein mit Hörnern
In Band drei Stein mit Hörnern muss Joe King sich wieder einer Gangsterbande erwehren. Seine Feindin Esmeralda kommt dabei ums Leben, dem Gangsterboss Leonard Lee und zwei Kumpanen gelingt die Flucht. Joe erleidet im Kampf eine schwere Wirbelsäulenverletzung, die nur in einer Spezialklinik geheilt werden kann. Sidney Bighorn, der inzwischen in der Reservationsverwaltung Karriere gemacht hat, verhindert, dass der Gesundheitsdienst sich an den Kosten beteiligt. Obwohl Queenie King mehrere Bilder verkauft, kann sie die Kosten der Behandlung auf Dauer nicht aufbringen, zumal sie jetzt ihr drittes Kind erwartet. Da Joe nicht mehr zur Verfügung steht, wird Mary Booth allein mit der Büffelherde nicht mehr fertig. Sie beantragt bei der Verwaltung, den bösartig gewordenen Büffelstier abschießen zu dürfen. Sidney Bighorn verzögert jedoch die Bearbeitung des Antrages so lange, bis der Stier Mary Booth getötet hat. Als Queenie auch krank wird, löst Sidney unter dem Vorwand, dass die Betreuung der Jugendlichen nicht gewährleistet ist, die Schulranch auf. Als Joe gegen ärztlichen Rat die Klinik verlässt, kann er dies jedoch verhindern.
Es kommt zu einem erneuten Zusammenstoß zwischen Joe und dem Gangsterboss Leonhard Lee, letzterer stirbt. Bei der anstehenden Wahl des Stammesrates kandidiert Joe gegen den bisherigen Häuptling, Chief Jimmy White Horse, einen Trinker und Verwandten Sidney Bighorns. Er verliert knapp, doch der neue Stammesrat setzt sich jetzt fast ausschließlich aus Parteigängern Joe Kings zusammen. Als der wiedergewählte White Horse zu einer Versammlung von Stammeshäuptlingen fährt, nimmt er Joe mit. Joe gelingt es dort, White Horse mit Whiskey zur Unterschrift unter eine Protestresolution zu bewegen. Außerdem lernt Joe auf dieser Versammlung die Führer einer indianischen Bruderschaft kennen, die ihn für eine Mitarbeit gewinnen.
Wieder zurück auf der Reservation, wird vom Bureau of Indian Affairs ein neuer Superintendent eingesetzt, der mit den Missständen der alten Verwaltung aufräumen soll. Dieser weist Sidney Bighorn dienstliche Verfehlungen nach und entlässt ihn aus dem Verwaltungsdienst. Sidney verkraftet das Ende seiner Karriere nicht und begeht in betrunkenem Zustand Selbstmord. Nach dem Tod des Bruders überzeugt Patricia Bighorn ihren Vater, die Familienfehde zu beenden und es kommt zu einer Versöhnung mit den Kings. Kings Erfolge sind jedoch nicht von Dauer. Superintendent, Stammesrichter und Schuldirektorin werden wegen zu großer Nachgiebigkeit dem Stamm gegenüber abgelöst, der Stammesrat entmachtet, die Stammespolizei dem FBI unterstellt. Zwei von Joes Cowboys werden zum Militärdienst einberufen, der dritte flüchtet nach Kanada, um nicht im Vietnamkrieg kämpfen zu müssen. Joe und seine neugewonnenen Brüder wissen, dass ihnen jetzt ein harter Kampf bevorsteht.

### Der siebenstufige Berg
Der siebenstufige Berg ist ein indianisches Symbol, das unter anderem das Auf und Ab des Lebens symbolisiert. Das Symbol lässt sich als eine endlose Treppe beschreiben, bei der sieben Stufen hinab und wieder hinaufführen. Welskopf-Henrich thematisiert dies, indem sie einen der Protagonisten sagen lässt, dass sich die Indianer nun auf der untersten Stufe befänden, während die Weißen ganz oben seien und die Indianer nun begännen, den siebenstufigen Berg zu erklimmen (womit impliziert wird, dass der Abstieg der Weißen begonnen hat).
Im vierten Band Der siebenstufige Berg wird zunächst der neue Superintendent Chester Carr vorgestellt: ein Südstaatler und Rassist, der alles hasst, was nicht der weißen amerikanischen Lebensweise entspricht. Sein Sohn Clyde rebelliert als Hippie gegen die väterlichen Wertvorstellungen und solidarisiert sich zeitweise mit den Indianern. Chester Carr schließt die Schulranch und verpachtet die ehemalige Booth-Ranch, wie von der Verwaltung schon lange geplant, an einen weißen Farmer. Joe King treibt daraufhin die Büffel über die Reservationsgrenze zu einem befreundeten Rancher, damit sie ihm nicht genommen werden.
Hugh Mahan (Wasescha), ein entfernter Verwandter der Kings, kommt nach dem Abschluss der Collegeausbildung auf die Reservation zurück und bewirbt sich für den Verwaltungsdienst. Carr lehnt die Bewerbung ab und stellt ihn stattdessen zur Probe als Lehrer ein. Mahan wird Zeuge einer Selbstmordwelle unter indianischen Schülern, die so gegen ihr unerträgliches Dasein aufbegehren. Er kann den Freitod von Patricia Bighorn nicht verhindern, die sich vor ein Auto wirft. Während die Schulleitung den Tod als Unfall darstellt, thematisiert Mahan den Selbstmord. Die Schüler nennen ihn daraufhin Der Mann, der die Wahrheit spricht. Nach dem Ende seiner Probezeit wird er entlassen.
Die Auseinandersetzungen mit dem weißen Rancher eskalieren: Dessen Sohn erschießt einen Lehrling der King-Ranch, der unbewaffnet die Nachbarranch betritt, um ein entlaufenes Pferd zurückzuerbitten. Joe Kings Pflegesohn Wakiya folgt ihm unmittelbar, um zu demonstrieren, dass unbewaffnete Jugendliche erschossen werden, und nimmt dabei seinen eigenen Tod in Kauf. Um das zu verhindern, dass auch er getötet wird, erschießt Joe King den Rancher. Im nachfolgenden rassistisch geführten Prozess droht King die Todesstrafe, dank des Mutes einer einzelnen Geschworenen wird er jedoch freigesprochen. Die weiße Rancherfamilie räumt daraufhin das Land. Der Widerstand der Indianer wird fortgesetzt, dabei entwickelt sich die Ranch Joe Kings zum Hauptquartier des illegalen Stammesrates. Schließlich haben sie einen Teilerfolg: Chester Carr wird wieder abberufen und sie erhalten ihre indianische Schuldirektorin zurück. Es wird beschlossen, dass Hugh Mahan bei der Wahl des neuen Chief President kandidiert. Das Buch endet mit einem Ausblick auf die bevorstehende Besetzung der von der US-Regierung aufgegebenen Gefängnisinsel Alcatraz durch indianische Bürgerrechtler.

### Das helle Gesicht
Im letzten Band Das helle Gesicht erlebt die vierzehnjährige Indianerin Mara Ite-ska-wih (Das helle Gesicht) in den Slums von Chicago den Mord an Joe King. Dieser war gemeinsam mit seinem Pflegesohn Hanska auf einer Reise, um für die Teilnahme an der Besetzung von Wounded Knee zu werben. Auch Queenie King wurde bereits verschleppt und ermordet, ihre Kinder, die Zwillinge, in Schulinternate verschleppt und dort gequält. Der Attentäter, ein Rassist, wird unmittelbar nach der Tat von Ite-ska-wihs Bruder Ray getötet. Da die Familie jetzt in Lebensgefahr schwebt, begleiten die Geschwister und ihre Großmutter Hanska auf der Rückfahrt. Unterwegs bestatten sie Joe Kings Leiche in der Höhle in den Schwarzen Bergen (bekannt aus Die Söhne der Großen Bärin). Ite-ska-wih und Hanska verlieben sich ineinander. Gemeinsam mit Ray gehen sie nach Wounded Knee zu den Aufständischen, wo sie auch Hugh Mahan und andere Freunde der Kings treffen.
Nach dem Ende der Besetzung von Wounded Knee erschüttert eine Mordserie die Reservation. Die ehemaligen Aufständischen und alle, die mit ihnen sympathisieren, werden von der Bande des Killerchiefs bedroht. Auf der King-Ranch sitzt jetzt ein weißer Pächter. Hanska verdingt sich bei ihm als Cowboy; später gelingt es ihm, einen Teil des King-Landes zurückzuerhalten. Mit Hilfe seines Bruders Wakiya, der jetzt eine Ausbildung als Rechtsanwalt macht, holt er die Zwillinge Harry und Mary King auf die Reservation zurück. Bei mehreren Übergriffen der Killer kann sich Hanska erfolgreich zur Wehr setzen. Queenie Kings Mörder wird von Hugh Mahan in Notwehr erschossen. Trotzdem wird Mahan des Mordes angeklagt. Ite-ska-wih kann ein ausgestiegenes Mitglied der Killerbande zur Aussage vor Gericht bewegen, dadurch kommt es zu einem Freispruch.
Nach einem weiteren Mord an einem prominenten Indianerführer kommt es trotz Polizeiverbots zu einer großen Protestdemonstration. Es wird beschlossen, dass bei der nächsten Wahl zum Chief President Hugh Mahan erneut kandidiert und den Killerchief ablöst. Hanska und Harry King holen die Büffelherde zurück auf die Reservation. Hanska und Ite-ska-wih werden Eltern. Das Buch endet mit einem Hoffnungsschimmer auf Besserung der Zustände in den Reservationen.

## Rezeption
Der Romanzyklus entwickelte sich in der DDR zu einem Verkaufserfolg, war immer wieder im Buchhandel vergriffen und erlebte zahlreiche Nachauflagen. Die Gesamtauflage der fünf Romane liegt nach Verlagsangaben über einer Million Exemplare. Dennoch erreichte der Zyklus laut Thomas Kramer nicht den Kultstatus von Die Söhne der Großen Bärin.
Gina Weinkauff urteilte: „Zweifellos kommt Liselotte Welskopf-Henrich das Verdienst zu, als erste deutsche Autorin die Lebensverhältnisse in einer amerikanischen Indianerreservation in einem realistischen Gegenwartsroman thematisiert zu haben.“

## Ausgaben
Ausgaben des Mitteldeutschen Verlags:
1. Nacht über der Prärie. Mitteldeutscher Verlag, Halle 1966. (13. Auflage 1995, ISBN 3-354-00802-4)
2. Licht über weißen Felsen. Mitteldeutscher Verlag, Halle 1967. (13. Auflage 1995, ISBN 3-354-00803-2)
3. Stein mit Hörnern. Mitteldeutscher Verlag, Halle 1968. (11. Auflage 1994, ISBN 3-354-00804-0)
4. Der siebenstufige Berg. Mitteldeutscher Verlag, Halle 1972. (11. Auflage 1994, ISBN 3-354-00805-9)
5. Das helle Gesicht. Mitteldeutscher Verlag, Halle 1980. (11. Auflage 1994, ISBN 3-354-00806-7)

Ausgaben des Verlags Beltz & Gelberg:
1. Nacht über der Prärie. Beltz und Gelberg, Weinheim 1998, ISBN 3-407-78816-9.
2. Licht über weißen Felsen. Beltz und Gelberg, Weinheim 2000, ISBN 3-407-78830-4.
3. Stein mit Hörnern. Beltz und Gelberg, Weinheim 2000, ISBN 3-407-78845-2.
4. Der siebenstufige Berg. Beltz und Gelberg, Weinheim 2001, ISBN 3-407-78852-5.
5. Das helle Gesicht. Beltz und Gelberg, Weinheim 2001, ISBN 3-407-78860-6.

Ausgaben des Palisander Verlags:
1. Nacht über der Prärie. Palisander Verlag, Chemnitz 2013, ISBN 978-3-938305-52-2.
2. Licht über weißen Felsen. Palisander Verlag, Chemnitz 2013, ISBN 978-3-938305-53-9.
3. Stein mit Hörnern. Palisander Verlag, Chemnitz 2013, ISBN 978-3-938305-54-6.
4. Der siebenstufige Berg. Palisander Verlag, Chemnitz 2013, ISBN 978-3-938305-55-3.
5. Das helle Gesicht. Palisander Verlag, Chemnitz 2013, ISBN 978-3-938305-56-0.
6. Das Blut des Adlers. Pentalogie, Band 1 bis 5. Palisander Verlag, Chemnitz 2013, ISBN 978-3-938305-57-7.

Die Ausgabe des Palisander-Verlages verfügt über diverse Textanhänge. Erik Lorenz schrieb das Nachwort zum 1. Band. Über den „Mann, der Harry Okute war“, schreibt im 2. Band Frank Elstner, im Anschluss befindet sich ein Text von Liselotte-Welskopf-Henrich: „Bei den Dakota in den Wood Mountains“. Der 3. Band beinhaltet Textauszüge aus Frances Densmores Buch „Die Lieder der alten Lakota“, ein Buch, das ebenfalls im Verlag herausgebracht wurde. Band 4 beinhaltet Auszüge aus „Roter Vogel erzählt“ von Zitkala-Sa. Band 5 enthält eine Geschichte über Ite-ska-wih, die John Okute Sica in „Das Wunder vom Little Bighorn“ erzählt. Okute Sica ist „Der Mann, der Harry Okute war“.